# Коровье (Петровское сельское поселение)
Коровье — село в Чухломском муниципальном районе Костромской области. Входит в состав Петровского сельского поселения.

## География
Находится в северной части Костромской области на расстоянии приблизительно 12 км на юго-восток по прямой от города Чухлома, административного центра района на левом берегу реки Вига.

## История
Село появилось в XIV веке как мужской монастырь Верхняя Пустынь, в 1447 году впервые упоминается в связи пожалованием монастырю окрестных деревень. В XVIII веке в монастыре была построена деревянная церковь во имя Собора Пресвятой Богородицы, в 1797 году заменена каменной церковью с тем же наименованием. В 1872 году здесь было учтено 18 дворов, в 1907 году — 12. Было центром Коровьевского сельсовета.

## Население
Постоянное население составляло 70 человек (1872 год), 75 (1897), 69 (1907), 162 в 2002 году (русские 90 %), 103 в 2022.

## Достопримечательности
Богородицкая церковь.